# Kyouichi Motobuchi
Kyouichi Motobuchi is een personage uit de film Battle Royale. Hij werd gespeeld door acteur Ryou Nitta.

## Voor Battle Royale
Kyouichi was een leerling van de fictieve Shiroiwa Junior High School. Hij was erg slim en was van plan naar een heel goede universiteit te gaan. Hij was altijd perfect gekleed en had zijn haar altijd netjes.

## Battle Royale
Kyouichi kreeg een Smith & Wesson M19 en wilde niemand vermoorden. Toen hij Shuya Nanahara Tatsumichi Oki zag vermoorden, besefte hij dat het spel serieus was en probeerde Shuya en Noriko Nakagawa te vermoorden. Hij werd echter doodgeschoten door Shogo Kawada, die hen wilde beschermen. Hij was de zestiende die stierf.